# طارق زياد البكري
طارق زياد البكري (مواليد مدينة القدس يناير 1986م) هو باحث ومُوثِّق بصريّ لتاريخ فلسطين.

## عن حياته
تلقى تعليمه الثانوي في مدرسة المطران بالقدس، وتخرج من جامعة عمان الأهلية في الأردن حاصلاً على بكالوريوس في الهندسة.
يشغل منصب مدير عام مؤسسة «يعاد للثقافة والفنون» والتي قام على تأسيسها عام 2011، وافتتحها عام 2017. كما يشغل طارق منصب رئيس مجلس إدارة «حوش الفن الفلسطيني» في القدس، وهي مؤسسة تعنى بالفنون البصرية الفلسطينية.
بدأ البكري مهمة توثيق القرى المهجرة من شمالها إلى جنوبها في عام 2010، وعند عودته إلى فلسطين، وبعد أن اختبر علاقات وصداقات مع اللاجئين الفلسطينيين في المنفى، أطلق مبادرة شخصية في التوثيق البصري بمنظور جديد غير كلاسيكي، يركّز فيها على توثيق القرى الفلسطينية المهجّرة عام 1948؛ بيوتها، وأعلامها، وحكاياها ومعالمها الفلسطينية، التي كانت وما زالت فلسطينية، رغم احتلالها منذ عام 1948. لكل قصة وحكاية توثيق يرافقه صور قديمة قبل النكبة، وأخرى حديثة التقطت بعد الاحتلال، تؤكد حق تلك العائلات في بيوتهم التي سرقت منهم. وثّق البكري، صوراً وقصصاً للعديد من القرى المهجّرة في كافة أنحاء فلسطين.

## الجوائز
- جائزة عثمان أبو غربية للمبدعين.[1][2]

## مسيرة مشروع التوثيق
تبلورت لديه فكرة توثيق القرى الفلسطينية المهجرة، بعد احتكاكه مع اللاجئين الفلسطينيين في الشتات، حيث اختبر عملية بحث مضنية لتاريخ المكان، لأسماء الأمكنة والقرى والمناطق، والوصول إلى أصحاب الأرض والبيوت والتواصل معهم، ليرسلوا له ما لديهم من صور قديمة، ليتمكن من توثيق تلك الأماكن بشكلها الحاضر. منهم من استطاع أن يرافقه في رحلة إلى الوطن بعد غياب، لتبدأ رحلة البحث عن منازلهم و/أو منازل آبائهم وأجدادهم التي هُجِّروا منها عام 1948، أو ما تبقى من أنقاضها، أو حتى تلك التي بقيت على ما كانت عليه ولم يغير فيها الاحتلال الإسرائيلي شيئًا.
- أطلق مبادرة شخصية دون دعم خارجي في التوثيق البصري في فلسطين يركّز فيها على توثيق القرى المهجّرة عام 1948 والبيوت والمعالم الفلسطينية التي آلت للمحتلّين مرفقاً إياها بصور قديمة قبل النكبة؛ وثّق البكري حتى الآن صورا وحكايات للعديد من القرى المهجّرة في كافة أنحاء فلسطين، إلى جانب مشروع توثيق شفوي قام به في مخيمات الشتات مع الجيل الذي واكب النكبة.[3]

- مبادرة «كنا وما زلنا»، التي يوثق بها القرى الفلسطينية المطهرة عرقياً، والتي تعتبر محاكاة بين الماضي والحاضر لدحض ادعاءات الاحتلال، وتوثيق المباني الفلسطينية التي تم الاستيلاء عليها. كما انها نافذة على فلسطين قبل النكبة في شتى مجالات الحياة منها الاجتماعية، الثقافية، التجارية، العمرانية والفنية. هي مبادرة لنشر الرواية الفلسطينية الحقيقة، والتواصل مع اللاجئين الفلسطينيين أينما كانوا، عبر مواقع التواصل الاجتماعي في الوطن والشتات، لمقارنة ما لديهم من صور قديمة، مع صور حديثة لواقع بيوتهم وقراهم ومدنهم حالياً.[4]
- فيلم «حارس الذاكرة»، الذي تتبع قصص العودة التي يقوم طارق بتوثيقها وقصص علاقة الفلسطينيين بتثبيت حقهم بأرضهم وعودة ثلاثة أجيال لزيارة منازلهم وقراهم التي أجبروا على الرحيل منها.

الفيلم من إخراج سوسن قاعود، وانتاج الجزيرة الوثائقية وعُرض في عدة دول ومهرجانات.
- الفيلم الوثائقي «مفقود 48»، الذي تظهر آليات البحث التي تمكن من خلالها طارق البكري العثور على ثمانية أضرحة لشهداء الجيش الأردني داخل أراضي فلسطين، الذين استشهدوا عام 48 في فلسطين في أحراش عمواس، بعد أن تم اعتبارهم في عداد المفقودين. تم توثيق قصة هؤلاء الجنود في الفيلم الوثائقي «مفقود 48». عُرض الفيلم في مدينتي عمان والكرك ضمن الاسبوع العالمي لمقاومة الاستعمار والتمييز العنصري. كما عرض في مهرجان إيليا للأفلام القصيرة في مدينة القدس. الفيلم من إنتاج موقف للإنتاج الفني، ومن إخراج عبد الفتاح داوود.[6]